# 莫米娜·穆斯塔桑
莫米娜·穆斯塔桑（烏爾都語：مومنہ مستحسن，英語：Momina Mustehsan，1992年9月5日—）是一名來自巴基斯坦的女歌手，主要演唱巴基斯坦流行、摇滚乐和古典音樂音樂。2016年，她和巴國和名男歌手拉赫·法塔·阿里·罕在現場音樂節目《Coke Studio》演出“Afreen Afreen”一曲，使她在全國迅間成名。歌曲的录象亦成為YouTube最高點擊率最高的影片之一。
穆斯塔桑是巴国現今最受歡迎的藝人之一。2018年，她登上福布斯杂志「30 Under 30」亚洲地区排行榜。

## 外部連結
- 莫米娜·穆斯塔桑在互联网电影资料库（IMDb）上的資料（英文）
- 莫米娜·穆斯塔桑的Instagram帳戶